# 藥物耐受性
藥物耐受性（英語：drug tolerance）又稱藥物不敏感性（drug insensitivity），是個藥理學概念，描述個人重複使用藥物之後，對藥物的反應會降低。增加劑量之後可能會把藥物的作用重新放大；但會把耐受性加強，而進一步降低藥物的作用。藥物耐受性不一定與物質依賴或是成癮有關聯。耐受性發展過程可以逆轉（例如，透過藥物假期（即停止用藥一段時間）），同時也也涉及生理和心理方面的因素。
人們也可能對藥物的副作用產生耐受性，碰到這種情況，耐受性反而是種理想的特性。目的在增加耐受性的醫學干預（例如，過敏原免疫療法，讓個人暴露於逐漸增加的過敏原，讓過敏反應減低）被稱為藥物去敏化。
與藥物耐受性對立的概念是藥物反向耐受（即藥物敏化），碰到這種情況，個人的反應或是藥物效果會隨著重複使用而增強。這兩個概念並非互不相容，耐受性有時可能會導致反向耐受。例如，重度飲酒者最初會產生對酒精的耐受性（需要喝更多的酒才能達到類似的效果），但過度飲酒會導致發生肝病，之後即使喝很少量的酒也會造成患者發生酒精中毒的風險。
藥物耐受性不應與藥物耐受力混淆，藥物耐受力指的是患者可耐受藥物所產生明顯不良反應的程度。

## 急速免疫法
急速免疫法（也稱快速耐受性）
是藥物耐受性之下的子類別，指的是在給藥後出現突然、而且是短期耐受性的情況。

## 藥效學耐受性
當細胞因個人重複使用某種物質，反應因而隨著降低時，就開始發生藥效學耐受性。常見的藥效學耐受性原因之一，是高濃度的物質不斷與受體結合，經過不斷的相互作用造成細胞脫敏。其他可能性則包括受體密度降低（通常與受體激動劑相關），或其他機制，導致動作電位發放頻率變化。
對受體拮抗劑的藥效學耐受性則涉及相反的原因，即受體發放頻率增加，受體密度增加，或是其他機制。
雖然大多數藥效學耐受性是在持續接觸藥物後才會發生，但急性或是急速免疫法的情況也也會產生這種效果。

## 藥物代謝動力學耐受性
藥物代謝動力學是指藥物的吸收、分佈、代謝和排泄等四項（ADME）。所有精神藥物首先被吸收到個人的血液中，由血液攜帶到身體各個部位（包括作用部位），經由代謝而分解，最後被排泄到體外。這些流程是藥物關鍵藥理特性中極重要的決定因素，牽涉到藥物的效力、副作用和作用持續時間。
藥物代謝動力耐受性（也稱為處置耐受性）之會發生，是因為到達作用部位的物質數量減少。這是由於降解藥物所需的酶（例如細胞色素P450）的基因表現經誘導增加所導致。這種情況在使用乙醇（酒精）時很常見。
這種耐受在利用口服方式攝取藥物時最為明顯，因為其他的給藥途徑會繞過首過效應。酶誘導是發生耐受現象原因中的一種（重複使用藥物導致藥物作用降低）。但這只是造成耐受性幾種機制中的一種。

## 行為耐受性
在使用某些精神藥物時，會發生行為耐受性的情況，即個體對藥物產生的行為效應產生耐受性,例如攝取甲基苯丙胺會引起活動能力增加，但重複使用後會發生耐受性。這種行為耐受性是通過藥物之外的學習，或是大腦中作為藥物代謝動力耐受性而達成。所謂通過藥物之外的學習而得的行為耐受性，是個體通過學習，而積極克服藥物引起的損害。行為耐受性通常取決於情境，表示耐受性取決於給藥的環境，而不是藥物本身。行為敏化（Behavioral sensitization）描述的則是與行為耐受性相反的情況。